# کالین هال سیمپسون
کالین هال سیمپسون (انگلیسی: Colin Hall Simpson; ۱۳ آوریل ۱۸۹۴ – ۲۳ اوت ۱۹۶۴) فرد نظامی اهل استرالیا بود. وی همچنین برندهٔ جوایزی همچون نشان امپراتوری بریتانیا شده‌است.